# Andronik III Paleolog
Andronik III Paleolog (ur. 25 marca 1297 w Konstantynopolu, zm. 15 czerwca 1341 tamże) – cesarz bizantyński, syn Michała IX Paleologa, wnuk Andronika II Paleologa.
Początki jego panowania były burzliwe. Po śmierci brata i ojca; poróżniony z dziadkiem zbiegł do Adrianopola (obecnie Edirne), żądając samodzielnego państwa w Tracji i Macedonii. W 1325 został koronowany na współcesarza. W wyniku kolejnej wojny domowej zdobył tron bizantyjski w 1328. W 1333 przyłączył do Bizancjum Tesalię, a w 1337 Epir. Nie zdołał jednak powstrzymać podbojów Turków w Anatolii.

## Wczesne lata
Andronik był najstarszym synem Michała IX Paleologa, od 1294 współcesarza, i Rity (Marii) z Armenii. Ulubieniec dziadka, cesarza Andronika II, w 1316 otrzymał godność współcesarza i był wyznaczony na następcę po swoim ojcu. Zdolny, przystojny, o ujmującym obejściu łatwo zjednywał sobie ludzką przychylność. Z upływem lat stosunki między nim a dziadkiem zaczęły się psuć. Lekkomyślny tryb życia młodego Andronika, jego rozwiązłość i marnotrawstwo wystawiały cierpliwość dziadka na coraz większą próbę. Z drugiej strony opieka dziadka zaczynała młodzieńcowi coraz bardziej ciążyć, co prowadziło do licznych napięć i urazów. Nieszczęśliwy koniec jednej z przygód miłosnych wnuka, doprowadził do konfliktu. Młody Andronik nakazał zabić z zasadzki człowieka, którego uważał za swego rywala. W wyniku omyłki, z rąk służących, zginął młodszy brat Andronika, Manuel. Wiadomość o tragedii przyspieszyła śmierć złożonego ciężką chorobą w Tesalonice ojca, Michała IX (12 października 1320). Na wieść o tym rozgniewany Andronik II pozbawił wnuka praw do tronu i w 1321 chciał go postawić przed sądem patriarchy i senatu Konstantynopola.

## Walka o władzę

### I wojna domowa
Wydziedziczony Andronik wystąpił przeciw dziadkowi na czele silnej opozycji. Po jego stronie stanęła młoda arystokracja bizantyńska: Jan Kantakuzen, wywodzący się z Kumanów, a spokrewniony przez matkę z dworem cesarskim Syrgianes oraz dowódcy wojsk z Tracji i Macedonii Teodor Synaden i Aleksy Apokauk. Kantakuzen wykorzystał nabyte wcześniej za duże pieniądze stanowisko w administracji Tracji, do organizowania oporu przeciw rządowi w Konstantynopolu. Młodego Andronika poparła ludność Tracji zmęczona niepowodzeniami Andronika II i prowadzoną przez niego polityką oszczędności. Na Wielkanoc 1321 cesarz stanął na czele armii zebranej w Adrianopolu. Zebrana przez młodego Andronika armia, pomaszerowała tymczasem pod dowództwem Syrgianesa na Konstantynopol. Ostatecznie, z obawy przed powstaniem w stolicy, Andronik II zawarł pokój, w wyniku którego doszło do podziału państwa między walczące strony. Wnuk cesarza otrzymał Trację i niektóre okręgi w Macedonii.

### Kolejne wojny
Kantakuzen został mianowany megadomestykiem, Syrgianes natomiast megaduksem. W krótkim czasie doszło do tarć między dwoma głównymi współpracownikami młodszego Andronika. Kiedy Andronik III Młodszy stanął po stronie Kantakuzena, Syrgianes, twórca militarnego sukcesu młodszego z Paleologów przeszedł do obozu cesarskiego Andronika II Starszego. W 1322 wojna rozgorzała na nowo. Opinia ludności coraz bardziej przechylała się na stronę młodego władcy, tym bardziej, że nie szczędził on obietnic. Poddały mu się nawet miasta leżące w pobliżu Konstantynopola. Kolejne porozumienie zachowywało status quo, a Andronik II przyznał wnukowi tytuł współcesarza spełniając jego żądania. Uroczysta koronacja miała miejsce 2 lutego 1325.
Po raz trzeci wojna wybuchła w marcu 1327. Jej właściwym przywódcą był Kantakuzen. Po stronie Andronika III opowiedziały się Macedonia i Tesalonika. W styczniu 1328 Andronik III i Kantakuzen uroczyście wkroczyli do Tesaloniki. W toku tej wojny Andronik III był związany z carem bułgarskim Michałem Szyszmanem. Po sukcesach w Macedonii car bułgarski przeszedł na stronę Andronika II, dyplomacji Andronika III udało się jednak powstrzymać go od akcji zbrojnej. Ostatecznie wycofał się ze współdziałania ze starym cesarzem. 24 maja 1328 Andronik III wkroczył bez walki do Konstantynopola. Stary cesarz został opuszczony przez dwór, służbę i strażników. Abdykował więc na rzecz Andronika III i przeniósł się do klasztoru, przybierając imię Antoniego.

## Cesarz

### Sprawy wewnętrzne
Objąwszy władzę w całym państwie Andronik poświęcił się sprawom wojska, ster rządów oddając w ręce swego megadomestyka. Po zakończeniu działań wojennych nowemu rządowi przyszło się borykać z poważnym kryzysem finansowym wywołanym dalszym spadkiem wartości monety złotej, musiał więc Kantakuzen odstąpić od wcześniejszych obietnic i powrócić do dawnego kursu gospodarczego, wyznaczonego przez obalony rząd. Częściowym powodzeniem zakończyła się natomiast reforma sądownictwa mająca na celu ograniczenie przekupstwa wśród bizantyńskich sędziów. W 1329 powołano najwyższe kolegium sądowe, złożone z czterech członków: dwóch duchownych i dwóch świeckich. Generalni sędziowie rzymscy (katholikoi kritai ton Romaion) otrzymali prawo kontroli aparatu sądowniczego, a ich werdykty były ostateczne.

### Walki na wschodzie i zachodzie

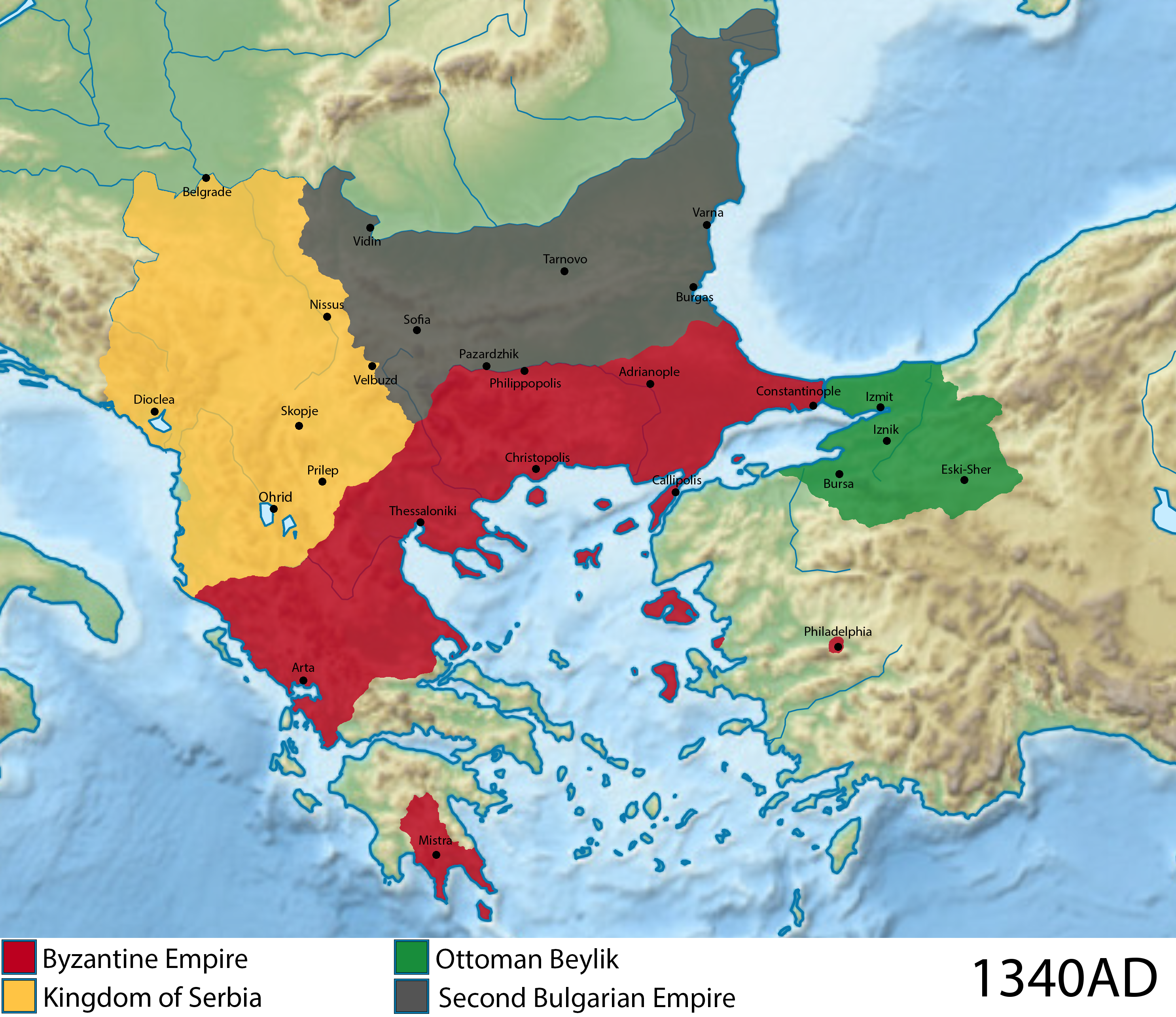
Bałkany i Anatolia w roku 1340 r.

W 1329 Andronik III i Kantakuzen na czele dwutysięcznego oddziału wyruszyli na pomoc oblężonej przez Osmana Nikei. Zostali jednak rozbici w bitwie pod Filokreną. W 1331 Nikea poddała się Turkom. W 1337 padła Nikomedia. W ręku bizantyńskim, na azjatyckim brzegu pozostały tylko: Filadelfia i Heraklea Pontyjska. Napór Osmanów od wschodu skłonił Kantakuzena do zacieśnienia współpracy z emirami seldżuckimi, podobnie jak Bizancjum, zagrożonymi ekspansją Turków osmańskich. Pozwoliło to rządowi Cesarstwa podjąć działania zmierzające do zerwania sojuszu z Genueńczykami i odzyskania niezależności handlowej i morskiej oraz wysp w basenie Morza Egejskiego. Wymagało to jednak najpierw odbudowania floty cesarskiej. Ponieważ skarb państwa był pusty rozbudowę floty sfinansowali Kantakuzen i pozostali magnaci. Przy pomocy Seldżuków flota cesarska opanowała w 1339 wyspę Chios rządzoną przez genueńską rodzinę Zaccaria. Władzę cesarską uznała też znajdująca się w ręku genueńskim Fokea. Dzięki pomocy emirów seldżuckich Cesarstwu udało się również uchronić przed atakiem łacinników wyspę Lesbos.
Wzrost potęgi państwa serbskiego doprowadził rząd bizantyński do zacieśnienia związków z Bułgarią. Armia bułgarska została jednak rozbita w bitwie pod Welbużdem 28 lipca 1330, zanim jeszcze do działań wojennych włączyły się oddziały bizantyńskie. W wyniku klęski Bułgarii w następnych latach król serbski Stefan Duszan, przy pomocy Syrgianesa, opanował główne twierdze Macedonii: Ochrydę, Prilep, Strumicę, Kastorię i Wodenę. Pokój zawarty w sierpniu 1334 przyznawał Serbii Ochrydę, Prilep i Strumicę.

### Podbój Tesalii i Epiru

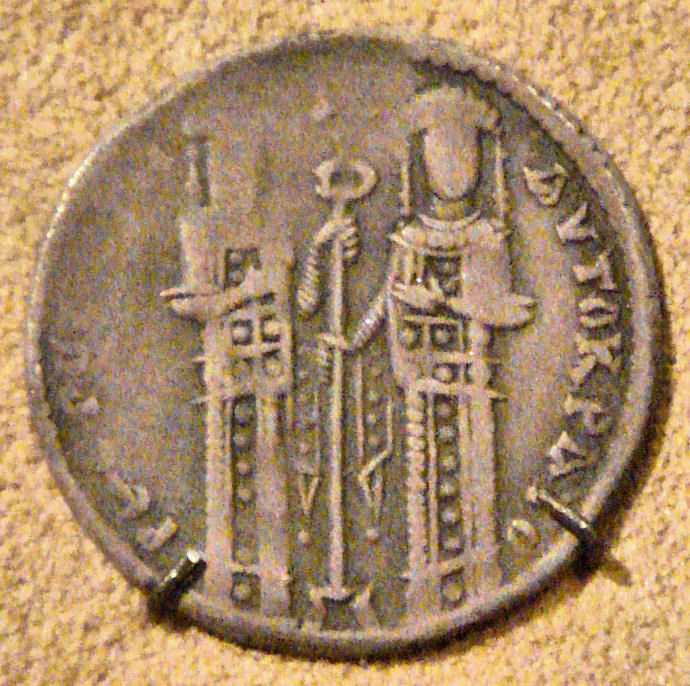
Srebrna moneta

W 1333 zmarł najpotężniejszy z książąt tesalskich Stefan Gabrielopul Melisen. Chaos, który zapanował w Tesalii, wykorzystał namiestnik cesarski w Tesalonice, Synaden, a wkrótce podążył za nim cesarz. Tesalia została, w wyniku wyprawy bizantyńskiej, przyłączona do Cesarstwa. Despota Epiru Jan II Orsini, który próbował zagarnąć zachodnią część Tesalii, został odparty i wkrótce potem (1335) otruty przez żonę Annę. Andronik III z Kantakuzenem na czele silnej armii, której trzon stanowiły oddziały tureckie, przeszli Tesalię, stłumili powstanie w Albanii i wcielili do Cesarstwa Epir i Akarnanię (1337). Anna i jej małoletni syn Nicefor, ogłoszony przez matkę despotą Epiru, zostali wywiezieni do Tesaloniki. Administrację w podbitym kraju przejął namiestnik cesarski protostrator Synaden.
W 1339 andegaweński zarządca Draczu wzniecił w Epirze powstanie mające przywrócić władzę Orsinim. Nicefor II został proklamowany w Arcie władcą Epiru, a Synaden znalazł się w więzieniu. Za wspieranym przez łacinników despotesem opowiedziały się jednak tylko nieliczne miasta, tak że wiosną 1340 Andronik III i Kantakuzen bez trudu opanowali sytuację, wkraczając do Epiru na czele niewielkiej armii. Nicefor II powrócił do Tesaloniki. Kantakuzen w swoim dziele z entuzjazmem wypowiada się o tym sukcesie, wskazując że – mimo wielu wysiłków – nie byli go w stanie osiągnąć poprzedni cesarze.

## Rodzina
W 1318 ożenił się z Adelajdą Brunszwicką, córką Henryka I, księcia Brunszwiku-Grubenhagen. Adelajda zmarła w 1324. Ze związku tego urodził się syn, który zmarł krótko po narodzinach w 1321.
W 1326 Andronik ożenił się z Anną Sabaudzką (1306–1365), córką Amadeusza V Wielkiego i Marii Brabanckiej (jego drugiej żony). Miał z nią czwórkę dzieci:
- Jana V Paleologa (1332–1391)
- Michała Paleologa (1337–1370)
- Marię (nazwaną potem Ireną, 1327–1356), żonę Michała Asena IV, cara Bułgarii
- Irenę (nazwaną potem Marią, zm. 1401), żonę Franciszka I z Lesbos[1].